# 125 f.Kr.

## Händelser

### Efter plats

#### Seleukiderriket
- Kleopatra Thea blir härskarinna av Seleukiderriket vid Seleukos V:s död. Hon utnämner Antiochos VIII till medregent.

#### Romerska republiken
- Marcus Fulvius Flaccus föreslår, att romerskt medborgarskap skall ges även till norditalienarna, men senaten reagerar med att skicka iväg honom att ta hand om oroligheter vid Massilia. Därmed inleder han erövringen av Gallia Transalpina.

## Avlidna
- Seleukos V, kung av Seleukiderriket (dödad av Kleopatra Thea)
- Demetrios II, kung av Seleukiderriket